# Хансен, Аре
А́ре Ха́нсен (16 января 1982, Фредрикстад, Норвегия) — норвежский стрелок из пневматической винтовки. Чемпион Европы по стрельбе 2008 года, участник летних Олимпийских игр 2008 года в Пекине.

## Биография
С 1997 по 2002 год Аре Хансен принимал участие только в юниорских соревнованиях. Главным достижением в этот период для Хансена стала серебряная медаль, завоёванная на юниорском чемпионате Европы в Салониках. На взрослом уровне все главные медали Хансен завоевал на европейских чемпионатах. В 2005 году на чемпионате Европы в Таллине норвежский стрелок стад обладателем двух серебряных медалей в личном и командном турнире в стрельбе из пневматической винтовки с 10 метров. В 2008 году на первенстве в Винтертуре Хансен в стрельбе из винтовки с 10 метров показал лучший результат и впервые стал чемпионом Европы. На чемпионатах мира лучшим результатом у норвежца является 19-е место на чемпионате в Мюнхене.
В 2008 году Аре Хансен дебютировал на летних Олимпийских играх. В соревнованиях по стрельбе из пневматической винтовки с 10 метров Хансен в квалификации набрал 592 очка из 600 возможных, но занял лишь 19-е место, отстав от 8-го места на 3 очка. 
В 2011 году Хансен уже на втором этапе кубка мира по стрельбе сумел заработать для сборной Норвегии олимпийскую лицензию в стрельбе из пневматической винтовки с 10 метров. На летних Олимпийских играх в Лондоне Аре выступил в двух дисциплинах. В стрельбе из винтовки из положения лёжа норвежский стрелок занял 14-е место, а в стрельбе из трёх положений 22-е.